# علی پیروانی
علی پیروانی (زاده ۲ ژوئیهٔ ۱۹۸۵) یک بازیکن فوتبال اهل ایران است.